# Viktoria-Tunnel
Als Viktoria-Tunnel (Alternativ-Schreibweise Viktoriatunnel) wird ein 28 Meter langer Sporntunnel auf der Lötschberg-Südrampe zwischen den Stationen Ausserberg und Lalden bezeichnet. Er ist zugleich der kürzeste Tunnel der Lötschberg-Bergstrecke.

## Namen
Der Tunnel ist nach der englischen Königin Viktoria benannt. Der Felssporn, der mit dem Tunnel durchbrochen wird, hat vom Baltschiedertal gesehen grosse Ähnlichkeit mit dem Profil der Königin, das auch auf den englischen Briefmarken zu sehen war. Daher erhielt der Felssporn durch  die mit dem Bahnbau beauftragten Ingenieure den Namen Viktoriakopf.

## Geschichte und Geologie
Der Steinblock, der den Viktoriakopf bildet, stammt von einem alten Bergsturz und stützt einen ganzen Grat grosser aufeinander getürmter Felsblöcke. Die geologische Feststellung verfestigte sich, als man den Dienstbahntunnel durch diesen Sporn trieb. Ursprünglich war geplant, einen Teil des Block zu sprengen, es gab allerdings die Befürchtung, dass die durch Sprengung ausgelöste Schuttmasse den Baltschiederbach hätte aufstauen können, was das Dorf Baltschieder bedroht hätte. Das Sprengen des Blockes hätte auch den ganzen Hang instabil werden lassen können, weshalb die Walliser Regierung eine Sprengung ablehnte. Also entschied man sich, zur geologischen Untersuchung 1909 einen Sondierschacht am Fuss des Kopfes anzulegen. Der Dienstbahntunnel schnitt den Steinblock auf der hinteren Seite an, weshalb die Breite von 16 Meter bekannt war. Der Sondierschacht ergab, dass der Felsblock mindestens 26 Meter hoch sein musste. Die Geologen attestierten dem Felsblock genügend Standfestigkeit für einen Tunnel. In der Folge wurde von der BLS der Bau eines 21 Meter langen Tunnels an dieser Stelle beschlossen. Der Tunnel wurde aber, auch infolge des Einsturzes am 10. Oktober 1912, letztlich um sieben Meter Richtung Goppenstein verlängert. Damit beträgt die Länge bei Fertigstellung 28 Meter. Er war einer der wenigen Tunnel, der von Anfang an komplett im Doppelspur-Profil ausgebrochen wurde.
Mit dem Bau des zweiten Streckengleises in diesem Abschnitt wurde aber erst 1986 begonnen und die Doppelspur durch den Viktoria-Tunnel wurde am 23. November 1990 in Betrieb genommen.

## Bau
Der westliche Tunnelmund (Seite Frutigen) liegt beim Baukilometer 49,098, dem heutigen Streckenkilometer 63,557, der östliche Tunnelmund (Seite Brig) beim Baukilometer 49,117, dem heutigen Streckenkilometer 63,585. Der Tunnel galt, trotz der geplanten Länge von nur 21 Metern, von Anfang an als der zu schwerste zu erstellende Tunnel auf der ganzen Südrampe. Zu den geologischen Problemen kam dazu, dass er einer der wenigen Tunnel war, der auf der Trasse der Baubahn verlaufen sollte. Er musste also so gebaut werden, dass der Betrieb der Baubahn möglichst wenig beeinträchtigt wurde.
Mit dem Bau wurde auf der Seite Brig begonnen, und zwar in belgischer Bauweise aber mit Sohlenstollen. Als Sohlenstollen benutzte man den Dienstbahntunnel, dessen Achse aber nicht mit der Achse des endgültigen Tunnel überein stimmte. Dazu kam noch, dass die Dienstbahn weiter verkehren können musste. Dies führte zu recht komplizierten und nicht gerade optimalen Zimmerungsverhältnissen für die Ausmauerung. Die Dicke der Ausmauerung des Deckengewölbes und des Widerlagers (am Kämpfer) beträgt ein Meter und ist in der Profilform des Typs C6, wobei im Bereich des Westportals das Deckengewölbe 1,2 Meter stark ausgeführt wurde.

## Der Einsturz
Am 20. September 1912 wurde am Vormittag der Tunnel vom technischen Direktor und technischen Berater dieser Abschnitt begutachtet. Dabei beschloss man, den Tunnel um sieben Meter zu verlängern, damit man auf die sieben Meter Futtermauer am Westportal verzichten könne. Zudem Zeitpunkt war die Futtermauer bis auf sieben Meter an das ursprünglich geplante Portal aufgemauert. Es zeigte sich aber, dass diese Futtermauer wegen des Bergsturzmaterials immer schwieriger zu bewerkstelligen sein würde. Der Einschnitt war schon ausgebrochen und mit Holzbalken abgestützt. Zu diesem Zeitpunkt war der Kallotenausbruch für das Gewölbe Seite Frutigen vollendet und man wollte am nächsten Tag damit beginnen die restlichen sechs Meter am nächsten Tag auszumauern, wofür die letzten Handgriffe am eisernen Lehrbogen ausgeführt wurden. Die ersten 15 Meter des Deckengewölbes auf der Seite Brig waren schon gemauert. Halb fünf nachmittags löste sich ohne Vorankündigung eine kleine Gebirgsmasse aus dem Kopfeinschnitt und riss Teile der Überlagerung des Portalrings mit. Unglücklicherweise war zu diesem Zeitpunkt der Ingenieur Lemarchand damit beschäftigt, die am Morgen beschlossene Verlängerung des Sieben-Meter-Stückes aufzunehmen. Er versuchte zwar, in den Tunnel zu flüchten, wurde dabei aber vom Zusammenbrechen des Tunneleinbaus erfasst, genauso wie der Arbeiter Guerini, der dabei war, das Lehrgerüst zu verlaschen. Beide Personen wurden verschüttet und konnten erst in der Nacht vom 18. auf den 19. Oktober geborgen werden. Die vorgefundenen Verletzungen liessen aber darauf schliessen, dass sie auf der Stelle getötet worden waren. Der Einsturz erfasste nur den nicht ausgemauerten Teil des Tunnels, die schon ausgemauerten Partien blieben unbeschädigt. Die durch den Einsturz ausgelöste Kubatur wird mit 600 m³ angegeben. Der Dienstbahnbetrieb konnte am 29. Oktober wieder aufgenommen werden.